# John Hargis
John Hargis (n. 3 iulie 1975, Clinton⁠(d), Arkansas, SUA) este un înotător american, medaliat olimpic. A participat la o ediție a Jocurilor Olimpice (1996) în care a câștigat două medalii de aur.